# Дальквист, Лиза
Лиза Каролина Виктория Дальквист (швед. Lisa Karolina Viktoria Dahlkvist; род. 6 февраля 1987, Стокгольм) — шведская футболистка, полузащитница, выступала в составе сборной Швеции. Дочь футболиста Свена «Далы» Дальквиста.

## Клубная карьера

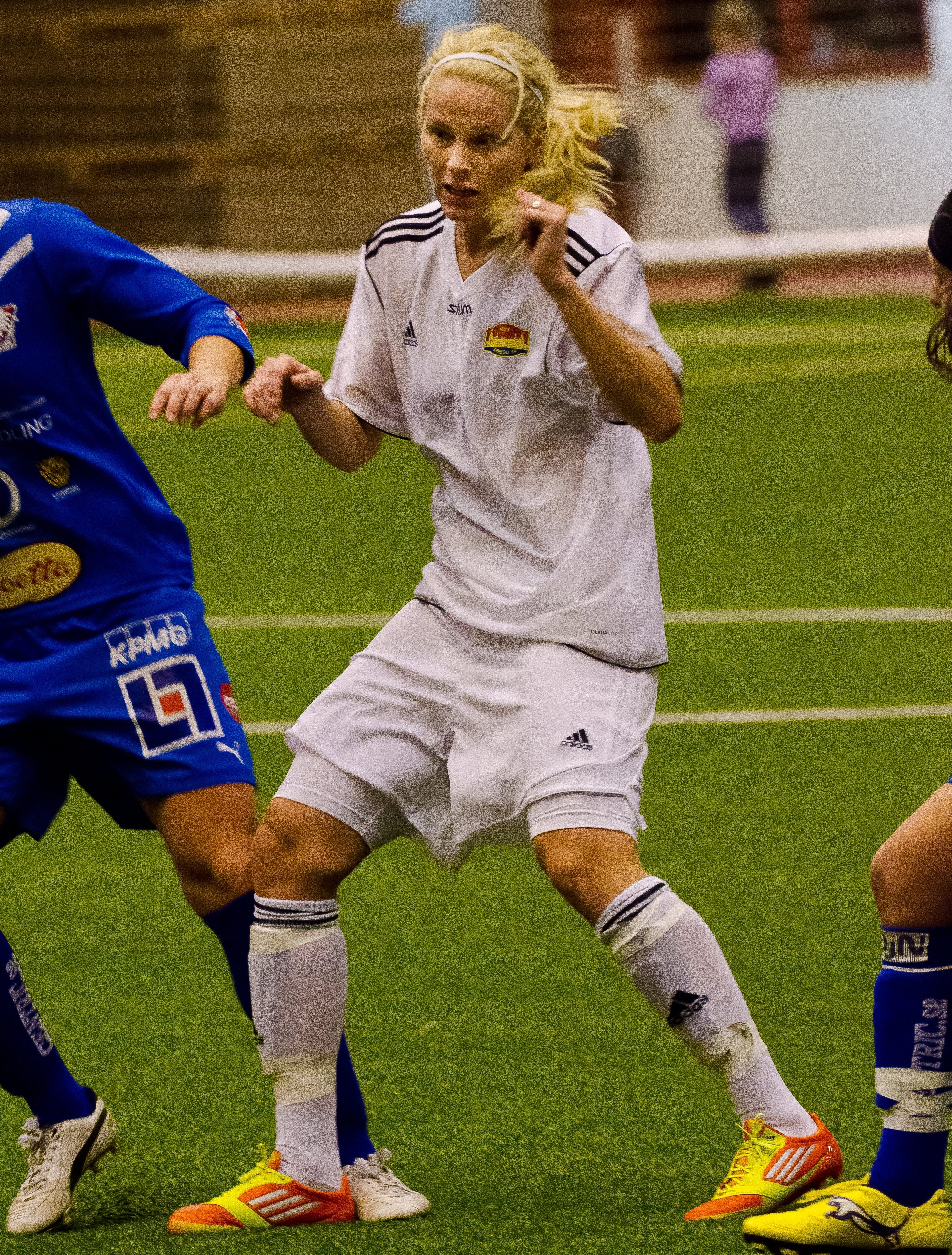
Дальквист в составе «Тюресё» в феврале 2012 года

Начинала карьеру в клубе «Эребро», в возрасте 18 лет перешла в состав чемпионок Швеции «Умео», однако из-за высоких стандартов не могла закрепиться в клубе на протяжении двух лет. В команде стала одной из лучших центральных полузащитниц Швеции, выиграв три титула чемпионки страны. Дважды выходила в финал Кубка УЕФА в 2007 и 2008 годах, но оба раза «Умео» терпел поражения. Во втором матче финала 2008 года забила гол с пенальти.
Осенью 2009 года Дальквист покинула «Умео» и перешла в клуб «Гётеборг». В 2011 году её контракт с клубом истёк: хотя «Гётеборг» пытался сохранить Дальквист, а ей предлагал контракт «Мальмё», она ушла в «Тюресё». В составе этой команды она выиграла титул чемпионки Швеции в 2012 году, четвёртый в своей карьере, а также дошла до финала Кубка Швеции, в котором её команда проиграла 1:2 «Гётеборгу». В финале Лиги чемпионов УЕФА 2014 года «Тюресё» потерпел поражение со счётом 3:4, а Дальквист в одном из единоборств разбила лицо немке Лене Гёсслинг.
В 2014 году «Тюресё» из-за финансовых проблем снялся с чемпионата Швеции и отпустил всех игроков: власти Стокгольма опубликовали их зарплаты, и у Дальквист оказалась одна из самых больших зарплат — 39 тысяч крон в месяц. «Умео» отказался подписывать Дальквист, хотя она готова была урезать себе гонорары в обмен на место в команде. В июле 2014 года она перешла в норвежский «Авальдснес», который ранее безуспешно пытался приобрести бразильянку Марту.
В конце 2014 года Дальквист ушла из клуба, вернувшись в «Эребро», но спустя полгода ушла в «ПСЖ» вместе с Каролин Сегер и Косоваре Аслани.

## Карьера в сборной
Первый матч провела 12 февраля 2008 года под руководством Томаса Деннербю против Англии на Кипре (победа 2:0). Она была включена в расширенный список игроков сборной Швеции перед олимпийским турниром в Пекине и расценивалась как кандидат в основную сборную, особенно на замену Каролин Сегер, у которой случился рецидив.

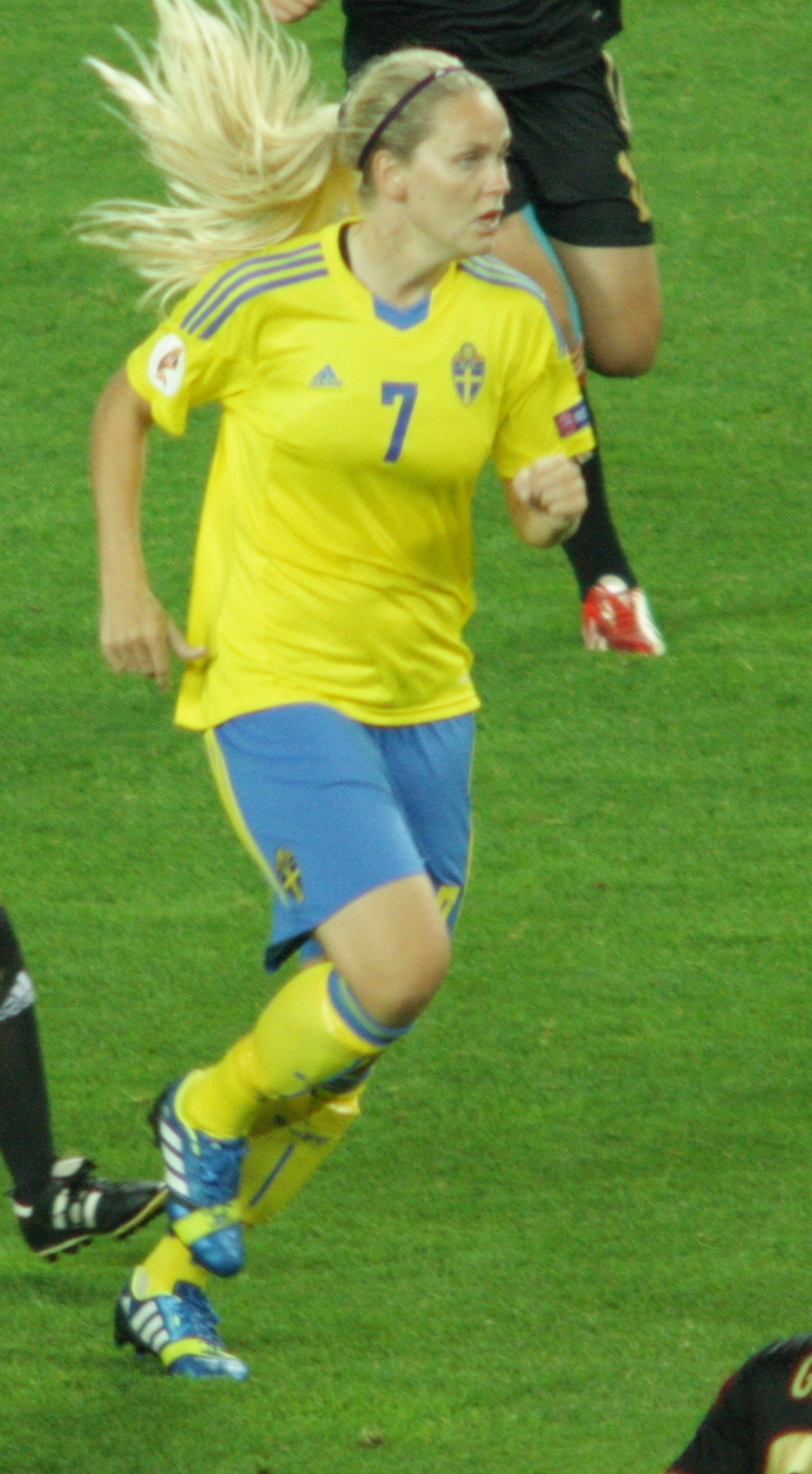
Дальквист в полуфинале Евро-2013 против Германии

В 2009 году Дальквист была включена в заявку на чемпионат Европы в Финляндии, сыграв все три матча в группе. В четвертьфинале против Норвегии она не играла, уступив место Нилле Фишер, а Швеция в итоге уступила 1:3. В июне 2011 года Дальквист была включена в заявку на чемпионат мира, отметившись голами в трёх играх подряд: против КНДР, против США (с пенальти) и против Австралии. На самом турнире Швеция заняла 3-е место и стала бронзовым призёром чемпионата мира.
Благодаря 3-му месту на чемпионате мира Швеция вышла на Олимпиаду в Лондоне, и Деннербю включил Дальквист в заявку на турнир, однако Лиза была уже не в той форме, как на мундиале. Швеция выбыла в четвертьфинале, проиграв француженкам. При новом тренере, Пии Сундхаге, Дальквист уже не попадала так часто в состав, уступая Каролине Сегер и Мари Хаммарстрём. Тем не менее, она вошла в состав сборной на чемпионат мира 2015 года и сыграла все три матча, а Швеция покинула турнир уже после первого раунда из-за трёх ничейных результатов. Сундхаге рассчитывала, что Дальквист не утратит свою форму на чемпионате мира. В 2016 году Дальквист стала серебряным призёром Олимпиады в Рио-де-Жанейро, дважды отличившись в послематчевых сериях 11-метровых.

## Стиль игры
Дальквист — центральная полузащитница, чей главный козырь — дальний пас. УЕФА признаёт, что Дальквист хорошо читает игру и берёт на себя ответственность за многие командные действия. По мнению газеты Dagens Nyheter, Лиза Дальквист — «рабочая лошадка» в обороне и атаке. Отличается хладнокровием в игре: так она спокойно переиграла с 11-метровой отметки на чемпионате мира 2011 года Хоуп Соло, повторив успешно этот удар на Олимпиаде в Рио-де-Жанейро в четвертьфинале.

## Личная жизнь
В 2008 году признала себя лесбиянкой. Воспитывает дочь.

## Достижения

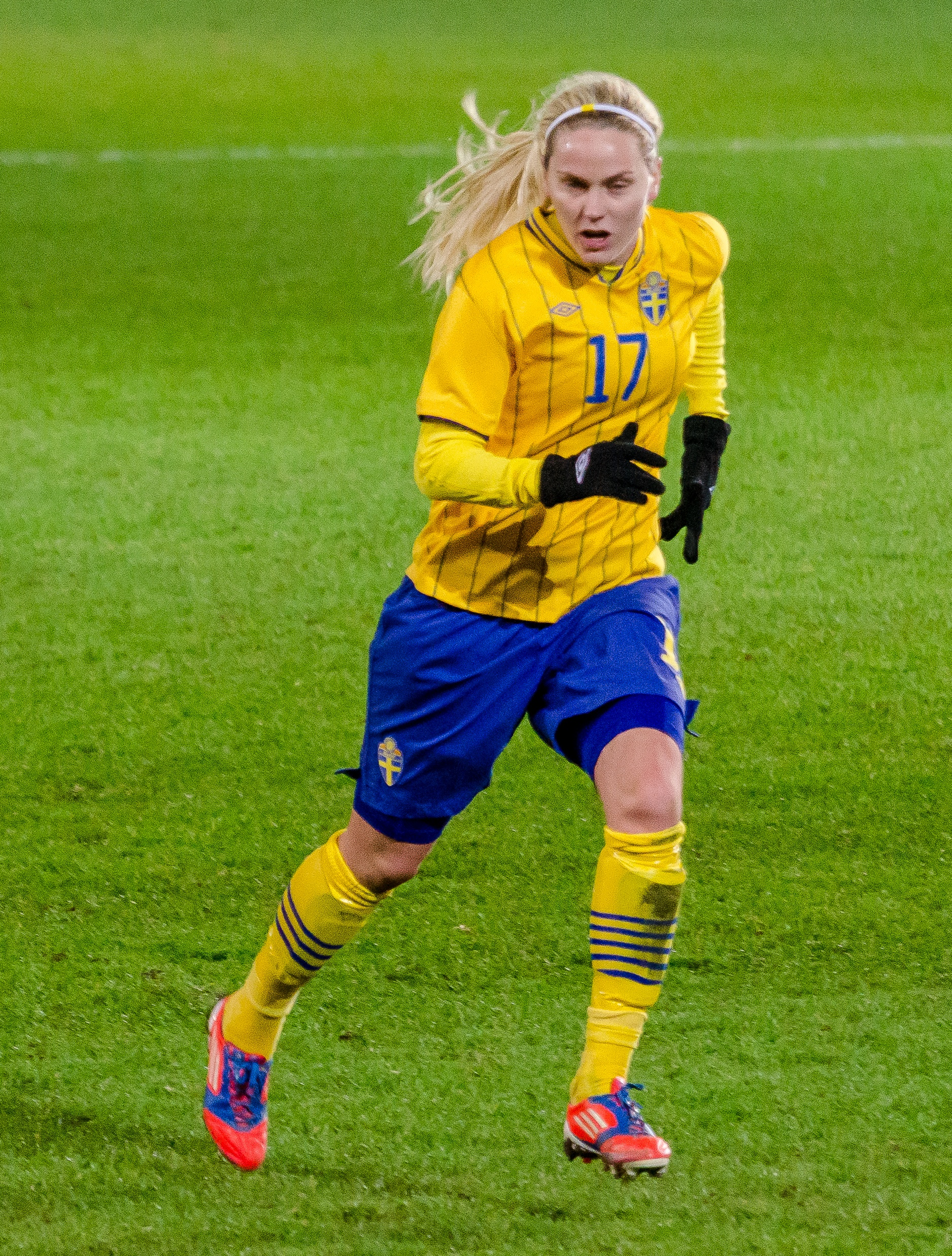
Дальквист дебютирует в сборной на матче в Векшё

### Клубные
Умео
- Чемпионка Швеции: 2006, 2007, 2008
- Обладательница Кубка Швеции: 2007
- Обладательница Суперкубка Швеции: 2007, 2008

Гётеборг
- Обладательница Кубка Швеции: 2011

Тюресё
- Чемпионка Швеции: 2012

### В сборной
Швеция
- Бронзовый призёр чемпионата мира: 2011
- Серебряный призёр летних Олимпийских игр: 2016